# Warner Sallman
Warner Elias Sallman (30 de abril de 1892 - 25 de mayo de 1968) fue un pintor estadounidense de Chicago conocido por sus obras de imaginería religiosa cristiana. También trabajó en publicidad comercial y como ilustrador independiente. Se le conoce sobre todo por su retrato de Jesús, Head of Christ, del que se han vendido más de 500 millones de copias. En 1994, The New York Times escribió que probablemente sería elegido el "artista más conocido del siglo".

## Biografía
Warner Sallman nació el 30 de abril de 1892. Era el mayor de los tres hijos de Elias Sallman y Christiane (Larson) Sallman, inmigrantes de Finlandia y Suecia. Se formó artísticamente como aprendiz en estudios locales mientras asistía por las noches al Instituto de Arte de Chicago, donde se convirtió en discípulo de Walter Marshall Cluett, un ilustrador de periódicos conocido por su trabajo durante la Guerra hispano-estadounidense. Al principio colaboró con estudios locales hasta que abrió el suyo propio. En 1916 se casó con Ruth Anderson, a la que conoció mientras ambos cantaban en el coro de la iglesia.
Sallman fue miembro durante toda su vida de la Swedish Evangelical Mission Covenant of America (que más tarde pasó a llamarse Evangelical Covenant Church, una confesión evangélica protestante.
Warner falleció el 25 de mayo de 1968 a la edad de 76 años.

## Pinturas
Sallman es más conocido por su Head of Christ, pintada en 1940. Se han vendido más de 500 millones de copias, y se utiliza en iglesias de varias confesiones cristianas, así como para uso devocional privado.
Sallman también es conocido por su interpretación de la popular imagen Cristo a la puerta del corazón. Otras imágenes populares producidas entre 1942 y 1950 son Cristo en Getsemaní, El Señor es mi pastor y Cristo nuestro piloto.
La amplia colección de sus obras originales, incluida Head of Christ, es propiedad de la Universidad Anderson. Warner Press, el brazo editorial de la Iglesia de Dios en Anderson, Indiana, posee los derechos de autor y de distribución de todas las imágenes de Warner Sallman.
La Ascensión de Cristo (1952) en Iron Mountain, Míchigan.
Sallman también creó una obra menos conocida llamada La Ascensión de Cristo. Este cuadro, propiedad de la First Covenant Church de Iron Mountain, Míchigan, mide 6 metros de ancho por 6 metros de alto. El cuadro se pintó en una de las grandes salas de reuniones del campus del North Park College (ahora Universidad) de Chicago y se envió en dos grandes rollos a Iron Mountain, donde fue instalado por los hombres de la iglesia en la pared sobre el coro. Sallman vino a Iron Mountain para dar los últimos retoques al cuadro y asistir a la inauguración en la First Covenant Church en mayo de 1952. Se cree que es el cuadro más grande pintado por el artista.
Sallman nombró a los once apóstoles del cuadro (de izquierda a derecha): Santiago, el menor; Felipe; Mateo; Tadeo; Santiago, el mayor, hijo de Zebedeo; Tomás, el incrédulo; Juan, hermano de Santiago; Andrés, hermano de Simón Pedro; Simón Pedro, ahora pastor del rebaño; Simón, el Zelote; Bartolomé. La figura completa de Cristo puede verse desde cualquier elevación al entrar en la iglesia.

## Lectura relacionada
- Lundbom, Jack R. Pintor maestro: Warner E. Sallman (Mercer Prensa universitaria. 1999)
- Morgan, David Iconos de Protestantismo americano: El Arte de Warner Sallman (Yale Prensa Universitaria. 1996)
- Peterson, Sylvia E y Warner Sallman Historia de Sallman es la cena del Señor (Kriebel & Bates/Prt por Warner Prensa. 1950)